# Bahnhof Linde (Bz Köln)

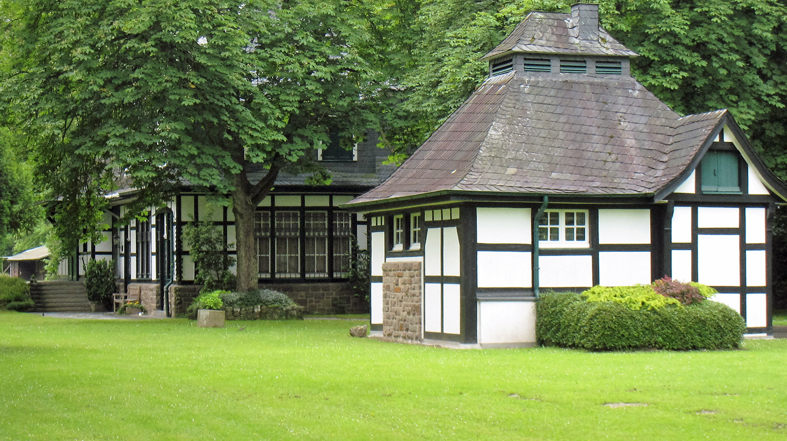
Empfangsgebäude des ehemaligen Bahnhofs Linde

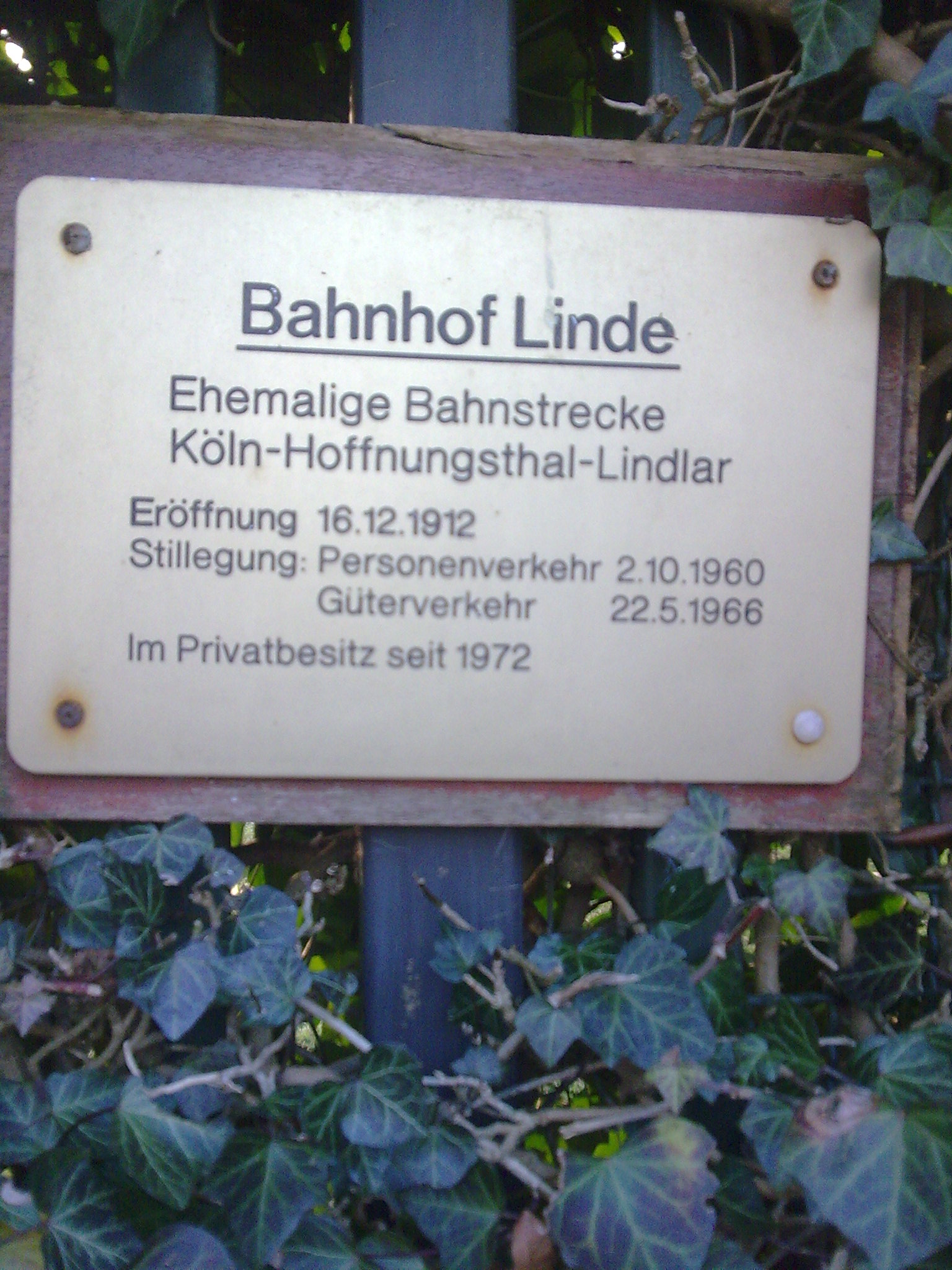
Schild am Eingang zum ehemaligen Bahnhof Linde

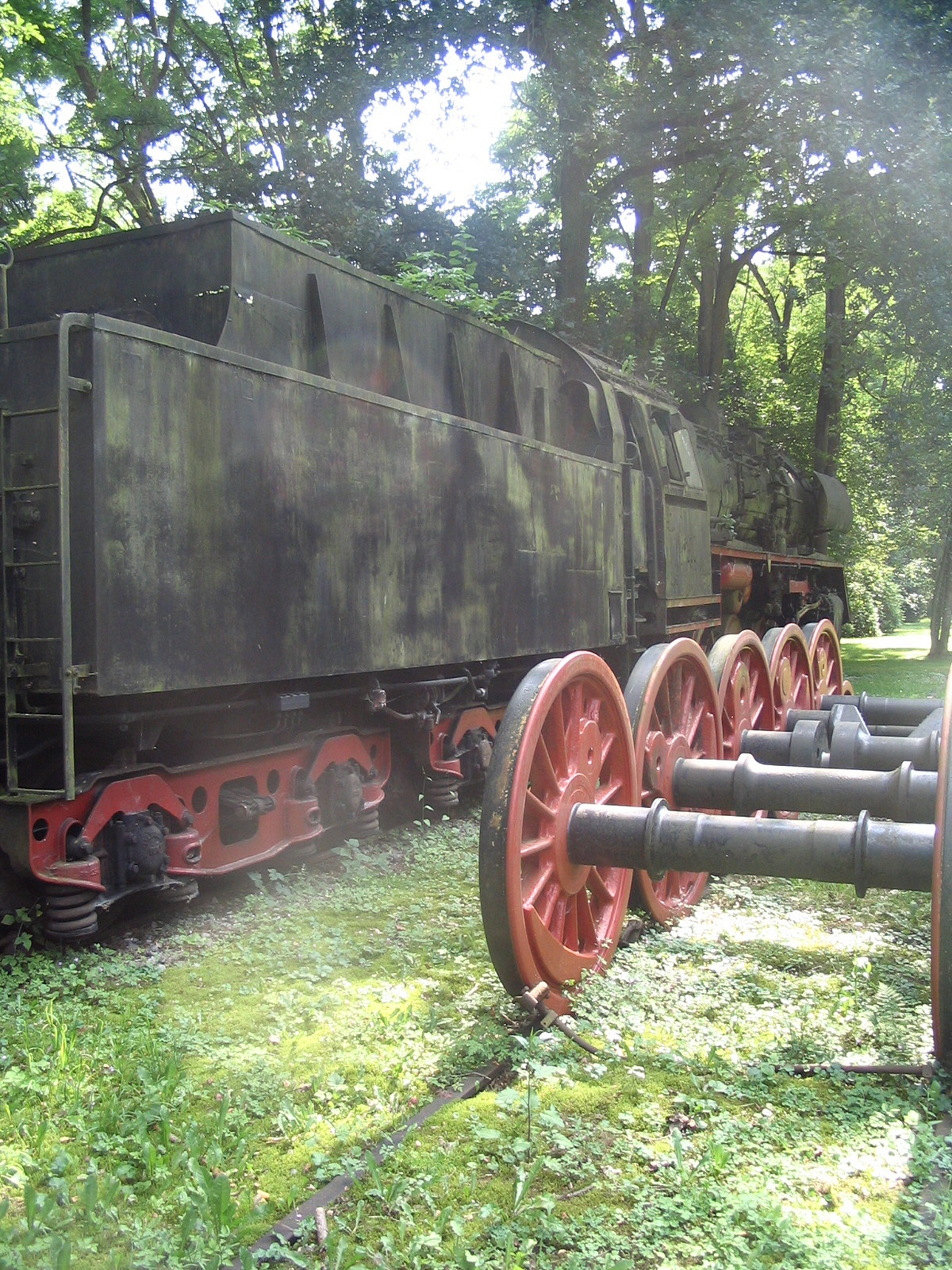
Dampflokomotive der Baureihe 50

Der Bahnhof Linde (Bz Köln) befand sich im Ortsteil Linde der Gemeinde Lindlar im Oberbergischen Kreis.

## Geschichte
Der Weiterbau der Bahnstrecke Köln-Mülheim–Lindlar auf der Teilstrecke Immekeppel–Lindlar ließ lange auf sich warten. Im Januar 1912 wurde zunächst der Streckenabschnitt Immekeppel–Hommerich fertig. Zuletzt eröffnete man im Dezember 1912 den Streckenabschnitt von Hommerich nach Lindlar. Das Ende kam 1960 für Personenzüge. Der Güterverkehr kam 1966 zum Erliegen. Im selben Jahr wurden die Gleise auf dem Streckenabschnitt demontiert. Nur im Bereich des Bahnhofs Linde gibt es noch Weichen und Schienen, die allerdings erst in den 1970er Jahren gelegt wurden. Damals gab es Planungen für eine Museumsbahn nach Lindlar, die aber am Widerstand der Anwohner und der Politik scheiterten.

### Der Bahnhof
Im Winter 1911 wurde der Bahnhof Linde mit Empfangsgebäude und Güterschuppen gebaut. Weiterhin gehörte dazu ein Stellwerk und ein Toilettenhäuschen. Die Bauarbeiten hatten im Winter 1911 begonnen. Der Bahnhof gehörte zur Bahnhofsklasse IV. Es gab einen Warteraum und eine Güterabfertigung. Der erste Zug dampfte am 16. Dezember 1912 durch den Bahnhof.
Die alten Gebäude sind noch erhalten und befinden sich in einem großflächig eingezäunten Gelände in Privatbesitz. Sie wurden 1972 von einem Privatmann erworben und gründlich restauriert, so dass sie denkmalwürdig wurden.

### Exponate
Der mittlerweile verstorbene Besitzer Hermann Haeck, Mäzen des Eisenbahnmuseum Dieringhausen, hatte sich auf das Gelände einige Fahrzeuge stellen lassen, darunter eine Dampflok der Baureihe 50 sowie eine Deutz-Lok, einen Personenwagen und den Radsatz einer Dampflok der Baureihe 44.
Die Dampflok der Baureihe 50 wurde 2003 in einer durch die beengten Verhältnisse spektakulären Aktion mit einem Schwertransporter durch eine Lok der gleichen Baureihe (50 3680) ausgetauscht, die bis heute in Linde steht.
Dies macht Linde zu einem in Deutschland wohl recht einmaligen Standort einer Dampflokomotive „mitten im Wald“.
Die vorher dort stehende Lok 50 3031 kam zur betriebsfähigen Aufarbeitung nach Heilbronn und ist seitdem rollfähiges Exponat.

### Baudenkmal
Der ehemalige Bahnhof Linde ist als Baudenkmal Nr. 137 in die Liste der Baudenkmäler in Lindlar eingetragen.